# Achlyella flahaultii
Achlyella flahaultii är en svampart som beskrevs av Lagerh. 1890. Achlyella flahaultii ingår i släktet Achlyella, ordningen Chytridiales, klassen Chytridiomycetes, divisionen pisksvampar och riket svampar.   Inga underarter finns listade i Catalogue of Life.